# Machaire Rabhartaigh
Machaire Rabhartaigh (en anglès Magheraroarty, que vol dir "planada de la marea alta") és una vila d'Irlanda, al nord-oest del comtat de Donegal, a la província de l'Ulster. Es troba a la Gaeltacht de Cloch Cheann Fhaola, al costat de la carretera d'accés R257.
Ha estat seu de l'Escola d'Estiu en Llengua Irlandesa Gael Linn des de 1981 on organitza tres cursos per alumnes de 12 a 18 anys cada estiu i hi participen uns 200 alumnes per curs.
El poble té un port adequat per als vaixells de pesca. És el port principal de l'illa Toraigh.
Atreu a molts turistes durant l'estiu i els entusiastes dels esports aquàtics visiten la zona de windsurf/ surf/ kitesurf i navegació en caiac a la badia. Un escull natural que hi ha a l'esquerra del moll proporciona onades excel·lent durant tot l'any.